# Mimosa trijuga
Mimosa trijuga är en ärtväxtart som beskrevs av George Bentham. Mimosa trijuga ingår i släktet mimosor, och familjen ärtväxter. Inga underarter finns listade i Catalogue of Life.